# Josep Irla i Bosch
Josep Irla i Bosch (1876-1958) was een Catalaans politicus. Hij was de 124ste president van de Generalitat de Catalunya, en vanwege de dictatuur van Francisco Franco zat hij in ballingschap.

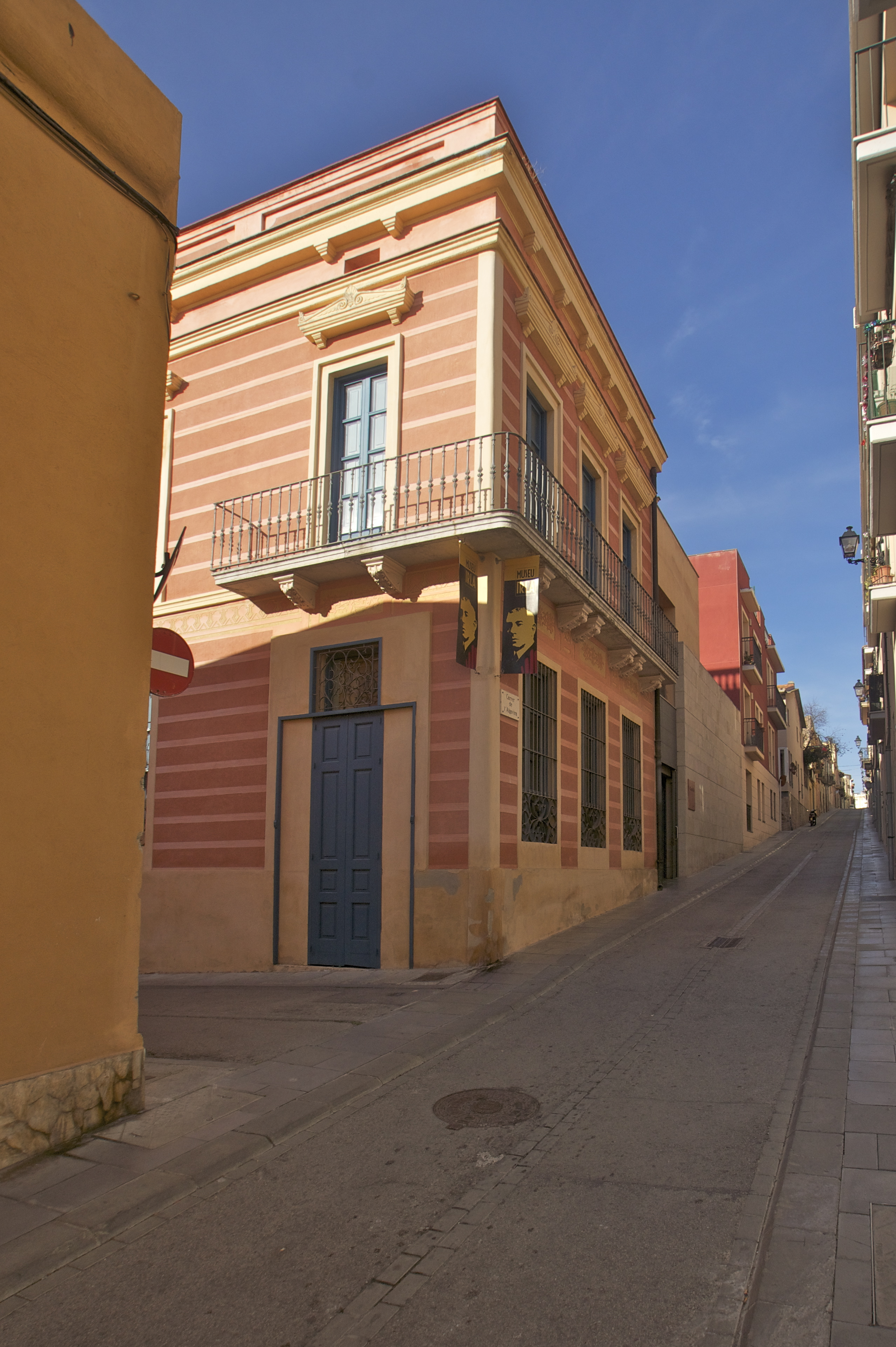
Geboortehuis van Josep Irla en sedert 2011 Museu Irla in Sant Feliu

Hij werd op 24 oktober 1876 in Sant Feliu de Guíxols geboren als de oudste van drie zoons van Rita Bosch i Anglada en Josep Irla i Rovira, in een familie van herbergiers. Hij studeerde aan de Escola d'arts i oficis, een beroepsschool en volgde geen hogere studies. Hij begon een eigen atelier voor het verwerken van kurk dat langzaam uitgroeide tot een van de belangrijkste industriële werkgevers van de comarca.
Samen met zijn vader begon hij het Centre Republicà Federal Català (Catalaans federaal en republikeins centrum) te structureren, in de traditie van de ideeën van Francesc Pi i Margall. Hij was een overtuigd republikein en al van jongs af actief in de Catalaanse beweging in de comarques van de provincie Girona. van 1906 tot 1910 was hij burgemeester van zijn geboortestad en in 1911 provinciaal afgevaardigde in Girona en in de Mancomunitat, de voorloper van de moderne generalitat tot 1923, toen de democratische instellingen door dictator Primo de Rivera afgeschaft werden. Bij het begin van de Tweede Spaanse Republiek sloot hij zich aan bij linkse en republikeinse ERC. In 1938 werd hij voorzitter van het Catalaanse parlement, dat echter het jaar daarop, na de staatsgreep van de rebellenleider Francisco Franco opgeheven werd.

## In ballingschap
Op 28 januari 1939 vertrok hij met zijn familie in ballingschap naar Frankrijk. Toen Lluís Companys in 1940 gefusilleerd werd, volgde hij hem, conform de wettelijke regeling op als president. Samen met Josep Tarradellas als eerste minister organiseerde hij de regering in ballingschap. In 1944 richtte hij de Consell Assessor de la Presidència onder voorzitterschap van Antoni Rovira i Virgili op, een adviesraad die onderzocht hoe de autonomie in Catalonië hersteld zou kunnen worden. In 1945 was de regering in ballingschap onder zijn presidentschap samengesteld uit Pompeu Fabra i Poch, Carles Pi i Sunyer, Antoni Rovira i Virgili, Josep Carner i Ribalta, Joan Comorera i Soler, Manuel Serra i Moret en Pau Padró.
Josep Irla heeft zich koppig ingezet voor de continuïteit van de Catalaanse instellingen, ook toen zijn medestanders van het eerste uur zoals Pompeu Fabra en Antoni Rovira overleden en vele ballingen na verloop van jaren de hoop op een terugkeer van de democratie verloren. In 1954 nam hij wegens gezondheidsredenen ontslag. De zorg voor een legitieme opvolger was zijn laatste grote project. De afgevaardigden van het Catalaans parlement verkozen Taradellas op 5 augustus 1954 in de Ambassade van de Spaanse Republiek in Mexico. Irla's volharding heeft zich geloond: na de dood van Franco in 1975 is zijn opvolger weer effectieve president van de Generalitat kunnen worden.
Hij overleed op 19 september 1958 in Saint-Raphaël. In 1981 werd zijn stoffelijk overschot naar Sant Feliu de Guíxols overgebracht en met officiële eer begraven.

## Fundació Josep Irla
In 1997 werd de Stichting Josep Irla opgericht om de herinnering aan zijn persoon levendig te houden en zijn ideeën met allerlei acties verder te ontwikkelen, het archief te bewaren en een bibliotheek uit te bouwen. De stichting organiseert studiedagen over economische thema's. Elk jaar kent de stichting de prijs Memorial Lluís Companys toe aan organisaties die zich voor de emancipatie en integratie van zwakke sociale groepen inzetten.
De herberg van de familie Irla in Sant Feliu werd omgebouwd tot een museum, een cultureel centrum en de Taverna de Cas Romagué met typische gerechten van de maritieme keuken uit de tijd toen Irla's ouders de herberg uitbaatten.
- Biblioteca Nacional de España: XX1715903
- Bibliothèque nationale de France: cb16511834t (data)
- Catàleg d'autoritats de noms i títols de Catalunya: 981058529167506706
- Gemeinsame Normdatei: 14234284X
- International Standard Name Identifier: 0000 0001 2129 427X
- Library of Congress Control Number: n82034600
- Système universitaire de documentation: 115453628
- Virtual International Authority File: 40713438
- WorldCat: E39PBJhRJk3dbhwbRBk9tMMwYP